# 樫田村
樫田村（かしだむら）は、京都府の南西部、南桑田郡に属していた村である。現在の大阪府高槻市樫田地区にあたる。

## 歴史
明治時代の町村合併により、樫田村が発足した。地域にある樫船神社の「樫」と、母体となった村の一つ・田能村の「田」を組み合わせて「樫田」の村名が名付けられた。
南桑田郡内18町村合併構想を受け、郡内の他町村が亀岡市への合併参加を相次いで表明する中で、樫田村は村を挙げて、地勢的・経済的に結び付きの強い大阪府高槻市への合併を要望した。遠因の一つとして、府境と分水界の不一致および樫田村を襲った再三の水害発生後の、京都府の冷遇対応が挙げられる。そのためか、住民の8割が高槻市への合併に賛同したという。片や、京都府議会議事録から、当時の京都府知事蜷川虎三による慰留意欲はほとんど見られない。
府境を越える合併要望のため、各方面では慎重に検討された。
1958年4月1日、高槻市と府を越えた合併をした。この越境合併をする前は地図上では府境が平らになっていたが、合併後は大阪府高槻市北部が凸形になり、京都府南西部は凹形になった。凹凸形の府県境による越境合併は、これが初めてである。

### 沿革
- 1889年4月1日 - 町村制により、田能村、出灰村、中畑村、二料村、杉生村の区域を以て、南桑田郡樫田村が発足。
- 1958年4月1日 - 高槻市に編入合併。同日樫田村廃止。